# Juan March Delgado
Juan March Delgado (Palma, Mallorca, 1940) és un empresari mallorquí.
És el primogènit de Juan March Servera i net de Joan March i Ordinas, fundador de l'imperi familiar valorat 2.400 milions de dòlars. Va estudiar el batxillerat durant dos anys en Sussex (Regne Unit). És doctor Enginyer Industrial.
Ha estat copresident de Corporación Financiera Alba, S. A., societat espanyola que cotitza en Borsa de valors i forma part del Grup March, un dels principals grups privats empresarials i financers espanyols en el qual s'integren: Banca March i la Fundació Juan March de la qual va accedir a la presidència un mes després de la mort del seu pare en 1973. Al desembre de 2006 posseeixen a través d'aquesta societat un 23% del grup de construcció ACS, d'un 23% la multinacional espanyola d'acer inoxidable Acerinox i del 10% de Prosegur. Els March participen també en la constructora Ginés Navarro, Sogecable i Airtel.
Els March figuren entre els 216 més rics del món, segons la coneguda llista de la revista Forbes. El 1988 va rebre el Premi Juan Lladó per la tasca de mecenatge de la seva fundació.